# Odvas-hegy
Odvas-hegy är en kulle i Ungern.   Den ligger i provinsen Pest, i den centrala delen av landet, 8 km väster om huvudstaden Budapest. Toppen på Odvas-hegy är 275 meter över havet.
Terrängen runt Odvas-hegy är platt söderut, men norrut är den kuperad. Runt Odvas-hegy är det tätbefolkat, med 530 invånare per kvadratkilometer. Närmaste större samhälle är Budapest, 7,7 km öster om Odvas-hegy. Omgivningarna runt Odvas-hegy är en mosaik av jordbruksmark och naturlig växtlighet.